# Federación de Asociaciones de Comercio Internacional
Fundada en 1984, la Federación de Asociaciones de Comercio Internacional (Federation of International Trade Associations - FITA), fomenta el comercio internacional al fortalecer el papel de las asociaciones locales, regionales y nacionales de los Estados Unidos, México y Canadá, cuyo propósito es el comercio internacional.

## Comercio internacional exportaciones
Los afiliados a FITA son más de 450 asociaciones internacionales independientes con una membresía combinada superior a 450,000 compañías y organizaciones de América del Norte con actividad en comercio exterior.
Las asociaciones miembro de FITA se agrupan en seis grandes categorías: clubes de comercio mundial/ Asociaciones de comercio internacional, asociaciones / cámaras de comercio con intereses regionales/ bilaterales, asociaciones especializadas en logística internacional, asociaciones que respaldan el comercio internacional, asociaciones que respaldan a los exportadores, asociaciones profesionales.
FITA publica, cada dos semanas, un boletín en inglés, gratuito : Sitios Realmente Útiles para Profesionales del Comercio Internacional. Contiene descripciones y vínculos a sitios Web de interés para los profesionales del comercio internacional. 

## Estudio de mercado y perfil de país para el comercio internacional
En junio de 2009, la Federación de Asociaciones de Comercio Internacional firmó una alianza público-privada con el Servicio Comercial de los Estados Unidos (USCS), que depende del Departamento de Comercio de los Estados Unidos. Esta alianza permite la publicación gratuita de miles de estudios de mercado internacionales de USCS en GlobalTrade.net. En agosto de 2010 y febrero de 2011, la FITA firmó una alianza similar con UK Trade & Investment (UKTI) y Hong Kong TDC.
GlobalTrade.net es una fuente de información en la que expertos en comercio internacional pueden publicar sus artículos; el contenido es revisado por un equipo de edición. El contenido incluye 14.000 análisis internacionales, estudios de mercado gratis para exportar, perfiles de países ... 

## Proveedores de servicios de comercio internacional
Junto con la publicación de estudios de mercado, GlobalTrade.net contiene una base de datos gratuita de proveedores de servicios del comercio internacional para importadores y exportadores. Esta base de datos incluye consultores en marketing internacional, compañías de finanzas comerciales, bancos, transitorios, empresas de control de calidad, abogados, contables, agentes aduanales, instructores de comercio internacional, proveedores de seguros para operaciones internacionales. GlobalTrade.net permite a los proveedores de servicios crear un perfil personal y facilitar el contacto con actores del comercio internacional; todo el contenido publicado por los expertos y los proveedores de servicios del comercio mundial es verificado. GlobalTrade.net fue lanzado el 15 de noviembre de 2010 con más de 9.500 contenidos y más de 4.000 expertos y proveedores de servicio registrados (más de 14.000 publicaciones y 11.000 proveedores el 7 de abril de 2011) .
Los profesionales utilizan la página web para encontrar la información y los abastecedores de servicio necesarios para sus operaciones de comercio exterior. China, Estados Unidos, la India, Reino Unido y Singapur son los países más buscados actualmente. Las categorías más populares de los abastecedores de servicio son servicios legales, administración de la inversión y de negocio, comercialización y comunicaciones, ventas y distribución y banca y finanzas. 

## Socios internacionales
FITA también ha firmado acuerdos de colaboración con otras organizaciones e instituciones internacionales de educación en gestión tales como la Academia Europea de negocio Internacional, así como con tres mercados digitales importantes de B2B: Alibaba.com, Kompass y Thomasnet.